# هيروشي إيكيدا
هيروشي إيكيدا (باليابانية: 池田裕) هو لاعب آيكيدو ‏ ياباني، ولد في 1950 في طوكيو في اليابان.